# 文種似金星介
文種似金星介（学名：Paracypris wenjonji）为副金星介科似金星介屬下的一个种。